# Bukit Singgah Mata
Bukit Singgah Mata är ett berg i Indonesien.   Det ligger i provinsen Aceh, i den västra delen av landet, 1 600 km nordväst om huvudstaden Jakarta. Toppen på Bukit Singgah Mata är 109 meter över havet.
Terrängen runt Bukit Singgah Mata är varierad. Runt Bukit Singgah Mata är det glesbefolkat, med 15 invånare per kvadratkilometer. I omgivningarna runt Bukit Singgah Mata växer i huvudsak städsegrön lövskog.